# Lijst van spelers van Elinkwijk
Dit is een lijst van voetballers die minimaal één officiële wedstrijd hebben gespeeld in het eerste elftal van de Nederlandse voormalig betaaldvoetbalclub Elinkwijk of voormalig NBVB-club Utrecht.

## B
- Roel van Barneveld
- Bertus van Beek
- Louis van den Bogert (U)
- Jan Blaauw
- Otto Blom (U)
- Ries Boogmans
- Jan Boot
- Cees Boudewijn (U)
- Nico de Bree
- Leen van den Brink
- Reinier Bron

## C
- Dirk Cannemeijer
- Jan van Capelle
- Loek Cohen
- Ries Coté
- Jovan Ćurčić

## D
- Joop Daalderop
- Roel van Dijk (U)

## E
- Henny van Egdom

## F
- Rob Fauth

## G
- Job Gademans
- Chris Geutjes
- Jan Groenendijk

## H
- Hans van der Heijden
- Wout Heinen (U)
- Wim Hilgers
- Eddy Hoekstra
- Gerard Hogenbirk
- Hans van Huissteden
- Jan Huntink

## J
- Herry Jansen
- Herman de Jong
- Jan de Jongh
- Piet de Jongh
- Wim de Jongh (U)

## K
- Jan Karhof
- Cor van Kilsdonk
- Jan Klein
- Jan de Kleijn
- Fred Kool
- Kees van Kooten
- Piet Kraak
- Theo Kraan
- Louk Kragten
- Hennie van der Kreeft
- Reinier Kreijermaat
- Kuki Krol (U)
- Michel Kruin
- Johan Kuipers
- Henny Kuus

## L
- Henk van Laatum
- Georg Lambert
- Henk Lans
- Chris Lefering
- Joop Leliveld
- Tonny van der Linden
- Cees Loffeld

## M
- Jan Mackaay
- Charley Marbach
- Freddy Mees
- Leen van de Merkt
- Middelkoop
- Frank Mijnals
- Humphrey Mijnals
- Armand Monsanto
- Piet Mulder

## N
- Andries Nagtegaal
- Serry Nieuwhoff
- Nieuwenhuizen (U)
- Tonnie Nieuwenhuys
- Ad van Norden

## O
- Jan Oliekan (U)
- Wim Onink
- Chris Oomen

## P
- Teun van Pelt
- Karel Peperzak (U)
- Bronislav Pindus (U)
- Henk van der Pol

## R
- Teus van Rheenen (U)
- Sjaak van Rossum
- Reinier Rudge

## S
- Henk Schijvenaar (U)
- Joop van der Schilden
- Ab Schonewille
- Jozef Siahaya
- Frans Sjamaar
- Bertus Sluijk (U)
- Harry Smits
- Erwin Sparendam
- Cor Stap
- Bert van Straalen
- Karel Sülzle

## T
- Jan van Tamelen
- Dick Teunissen
- Henk Temming (U)
- Karel Theuwis

## U
- Gerrit Uittenbosch

## V
- Cees Valkenburg
- Johnny van de Velde
- Gerrit Velthuis
- Jan Verkaik
- Pim Visser
- Wim Visser (U)
- Jan Volder
- Evert-Jan Vonk (U)
- Anton Voogt
- Martin Voorn

## W
- Eef Westers (U)
- Bob Westra
- Cees Westphaal
- Wim Wolffers

## Z
- Ben Zweers